# Цинь Шаобо
Цинь Шаобо (кит. спр. 秦少波, піньїнь: Qín Shǎobō;нар. 1982, Гуансі, Китай)  — американський актор і акробат китайського походження.

## Біографія
Народився в Китаї (Гуансі-Чжуанський автономний район) в 1982 році. Вперше в житті побачив виступ акробатів у віці одинадцяти років, саме тоді зрозумів, що це саме те, чим варто займатися все подальше життя. Але за іронією долі, коли батьки зарахували юного Цинь Шаобо в акробатичну школу, він втік звідти через два дні. Після чого, треба було ще три спроби, щоб він знайшов в собі мужність до вступу і проводження інтенсивних тренувань. До тих пір, поки його не помітив менеджер з міжнародної асоціації пекінських акробатів, він навчався в таборі. В кінцевому підсумку він переїхав в США, в Лос-Анджелес, де і до цього дня тренується для міжнародних турів компанії.
Цинь Шаобо є членом міжнародної відомої групи пекінських акробатів. Свою дебютну роль зіграв в 2001 році, в ролі Дивного Єна в рімейку 11 друзів Оушена. Аналогічну роль він виконав у сіквелі фільму Дванадцять друзів Оушена в 2004 році, а потім і в Тринадцять друзів Оушена в 2007 році. У 2018 році на екрани вийшов фільм «Вісім подруг Оушена» в якому він знову виконав роль Єна. На всіх зйомках Цинь Шаобо показував себе як виключно талановитого акробата, а також людини з неймовірною гнучкістю.

## Фільмографія
| Рік  |   | Українська назва    | Оригінальна назва | Роль |
| ---- | - | ------------------- | ----------------- | ---- |
| 2001 | ф | 11 друзів Оушена    | Ocean's Eleven    | Єн   |
| 2004 | ф | 12 друзів Оушена    | Ocean's Twelve    | Єн   |
| 2007 | ф | 13 друзів Оушена    | Ocean's Thirteen  | Єн   |
| 2015 | ф | Вісім подруг Оушена | Ocean's 8         | Єн   |